# Essertes
Essertes es una comuna suiza del cantón de Vaud, situada en el distrito de Lavaux-Oron. Limita al noreste con la comuna de Auboranges (FR), al este con Vuibroye y Oron, al sur con Forel (Lavaux), y al oeste con Servion.
La comuna hizo parte hasta el 31 de diciembre de 2007 del distrito de Oron, círculo de Oron.